# Демель, Ги
Ги Рола́н Деме́ль (фр. Guy Roland Demel; 13 июня 1981, Орсе, Франция) — ивуарийский футболист, защитник. Старший брат Янника Сагбо, дядя Жонатана Беэ.

## Карьера

### Клубная
Демель начал профессиональную карьеру в клубе второго французского дивизиона «Ним Олимпик». В 2000 году 19-летнего игрока заметил один из грандов европейского футбола, лондонский «Арсенал», но проведя в клубе один сезон Ги так и не появился на поле.
В 2001 году Демель перешёл в клуб Бундеслиги дортмундскую «Боруссию». Дебютировал в новом клубе игрок только в 2003 году и завоевать место в основе команды у Ги так и не получилось. В 2005 году он оказался в другом немецком клубе — «Гамбурге». В этой команде он постепенно сумел освоиться и стать игроком основы, играя либо правого защитника, либо полузащитника.
31 августа 2011 года Демель перешёл в «Вест Хэм Юнайтед», подписав контракт на 2 года. После кратковременного выступления в марсельском клубе третьего дивизиона «Консоля», 6 января 2016 года был официально представлен в качестве игрока парижского «Ред Стар».

### Международная
Демель, родившийся во Франции, имел ивуарийские корни, поэтому без проблем получил право играть за сборную Кот-д’Ивуара.
В 2004 году игрок дебютировал в составе «слонов» в матче с Ливией. С тех пор принял участие в 2-х Кубках африканских наций (2006, 2010) и 2-х чемпионатах мира (2006, 2010).

## Личная жизнь
Женат, у него есть дочь Онаисса.